# Kirby Bedon
Kirby Bedon är en civil parish i Storbritannien.   Den ligger i grevskapet Norfolk och riksdelen England, i den sydöstra delen av landet, 160 km nordost om huvudstaden London. Antalet invånare är 186. Arean är 7,8 kvadratkilometer.
Terrängen i Kirby Bedon är platt.